# Anten Mills
Anten Mills är en ort i Kanada.   Den ligger i provinsen Ontario, i den sydöstra delen av landet, 300 km väster om huvudstaden Ottawa. Anten Mills ligger 20 meter över havet och antalet invånare är 800.
Terrängen runt Anten Mills är huvudsakligen platt. Anten Mills ligger nere i en dal. Runt Anten Mills är det ganska glesbefolkat, med 48 invånare per kvadratkilometer.. Närmaste större samhälle är Barrie, 15,0 km sydost om Anten Mills.
I omgivningarna runt Anten Mills växer i huvudsak blandskog.